# Z¨ukr
Z¨ukr est un groupe de rock français, originaire de Bordeaux, en Gironde. Il est formé par Emmanuel Calary, Eddie Remazeilles, et Franck Lantignac (ex-Ulan Bator). Z¨ukr se distingue par l'utilisation d'une réplique de Fender bass VI.

## Biographie
Formé au début des années 2000 par Emmanuel Calary (guitare) et Eddie Remazeilles (basse), leur goût pour le mélange des genres musicaux, les pousse naturellement vers une formation strictement instrumentale, la partie voix étant remplacée par les instruments à la manière d’une partition de musique classique. Le groupe sort un premier disque éponyme auto-produit en 2004 : plutôt planant, il balance entre l’expérimentation des textures sonores et les envolées lyriques de la musique psychédélique. Groupe de scène avant tout, de nombreux concerts sont donnés en trio avec des batteurs souvent différents mais toujours dotés de qualités artistiques indispensables à leur musique.
En 2011, ils rencontrent Franck Lantignac (batterie) avec qui ils jouent tout de suite sur scène, les instruments utilisés restant basiques: Basse, guitare, batterie.
En 2012, ils enregistrent Lame Horses en live, dans le studio Amanita de Stephan Krieger (Voodoo Muzak). Lame Horses est publié le 13 juillet 2012. Ce projet, grâce à son écriture précise, s’apparente à la musique progressive contemporaine mais l’énergie brute et la violence qui en ressortent sont celles d’un power trio rock. Lame Horses oscille entre les perturbations rythmiques dont le groupe est familier, les plages mélodiques et les éruptions bruitistes, le tout dans une cavalcade effrénée qui fait de lui un disque sauvage. L'album réussit à obtenir une petite couverture médiatique,,.

## Membres
- Emmanuel Calary - guitare
- Eddie Remazeilles - basse
- Franck Lantignac - batterie

## Discographie
- 2004 : Z¨ukr (auto-produit)
- 2012 : Lame Horses (Musea Parallèle/Musea)